# Ихта
 Ихта  — село в Санчурском муниципальном округе Кировской области.

## География
Расположено на расстоянии примерно 5 км по прямой на северо-восток от райцентра поселка Санчурск.

## История
Упоминается с 1646 года как деревня Ихта с 7 дворами. В 1727 году в селе (тогда Богородское) отмечен 21 двор, в 1748 80 душ мужского пола. В 1873 году здесь (уже село Ихта) дворов 47 и жителей 330, в 1905 74 и 443, в 1926 (Ихта или Богородское) 94 и 418, в 1950 59 и 145, в 1989 62 жителя. Настоящее название утвердилось с 1939 года. Богородицкая каменная церковь построена в 1807 году. С 2006 по 2019 год входило в состав Городищенского сельского поселения.

## Население
Постоянное население составляло 19 человек (русские 100%) в 2002 году, 3 в 2010.